# Henry Turner
Henry H. Turner (1892 - 1970) fue un endocrinólogo estadounidense, conocido por su descripción del síndrome al que dio nombre (síndrome de Turner) en 1938, en la Asociación para el Estudio de las Secreciones Internas. Turner fue jefe del departamento de endocrinología y decano asociado del College of Medicine de la Universidad de Oklahoma. 
Turner nació en Harrisburg, Illinois. Recibió su educación médica en la Universidad de Louisville, donde se graduó en 1921. Murió en Oklahoma City en 1970.